# Sortfyr
Sortfyr (Pinus nigra), også skrevet Sort-Fyr, er et op til 30 meter højt træ, der i Danmark er hyppig i plantager i form af underarten østrigsk fyr. Arten er et stedsegrønt nåletræ med en opret, eller senere noget kroget vækst. Hovedgrenene sidder i kandelaberagtige, regelmæssige etager, men senere danner de en skærmagtig, flad krone.

## Beskrivelse
Barken er først grågrøn, men snart bliver den grålig, og grenene har en koksgrå, furet bark. Gamle stammer får med tiden en lys bark, der skaller af i store, uregelmæssige flager. Knopperne er spidse og kegleformede med et hvidt harpikslag.
Nålene sidder to-og-to på vorteagtige dværgskud. De er linjeformede og mørkegrønne med stikkende spids. Blomstringen sker i maj-juni, hvor de hanlige blomster sidder op langs etårsskuddet som gule smårakler, mens hunblomsterne er samlet i rødlige, oprette stande ved spidsen af etårsskuddet. Frugterne er oprette kogler med lysebrune kogleskæl.
Rodnettet består af grove, højtliggende rødder, der når vidt omkring, og en dybtgående pælerod.
Højde x bredde og årlig tilvækst: 30 x 10 m (40 x 20 cm/år).

## Voksested
Sortfyr er udbredt i et område fra Schweiz til Ukraine og fra Tirol til Marokko. I hele sit udbredelsesområde danner den lyse, åbne skove, og den foretrækker en porøs og tør jordbund, eventuelt også en næringsfattig jord uden humusindhold, og den klarer sig på sur bund, men er mest typisk på stærkt basiske klipper (karst).
Mange steder danner den skovgrænse ind mod de østeuropæiske steppeområder, og f.eks. danner den skov på Alpernes østligste udløbere syd for Wien. Her findes den sammen med bl.a. akselrøn, alm. berberis, alm. pimpinelle, svalerod, buksbommælkeurt, Carex humilis (en Star-art), duneg, engriflet hvidtjørn, Festuca pallens (en svingel-art), filthåret dværgmispel, fjernellike, Galium lucidum (en snerre-art), gotlandsfumana, grenet edderkopurt, Helianthemum canum (en Soløje-art), håret flitteraks, håret visse, kirsebærkornel, klitrose, liden frøstjerne, middelhavsprydløg, Rhamnus saxatilis (en korsved-art), rundbladet bærmispel, rundhovedrapunsel, rød dværgmispel, Scorzonera austriaca (en skorzoner-art), Sesleria albicans (en blåaks-art), stendafne, Thlaspi montanum (en pengeurt-art), Thymus praecox (en timian-art), vellugtende skabiose, Viola collina (en viol-art), vortet benved, våradonis, weichseltræ og ædelkortlæbe.

## Underarter
Sortfyr er en art med fem underarter .
- Østrigsk fyr (Pinus nigra subsp. nigra) – Schweiz, Østrig, Italien (Sydtirol), Slovenien, Kroatien, Serbien, Bosnien-Hercegovina, Montenegro, Nordmakedonien, Albanien og Grækenland
- Korsikansk fyr (Pinus nigra subsp. laricio) – Calabrien, Sicilien og Korsika
- Mauretansk fyr (Pinus nigra subsp. mauretanica) – Algier og Marokko
- Krimfyr (Pinus nigra subsp. pallasiana) – Cypern, Tyrkiet (Taurus-bjergene), Ukraine (Krim), Rumænien, Bulgarien, Serbien, Nordmakedonien og Grækenland
- Pyrenæisk fyr (Pinus nigra subsp. salzmannii) – Frankrig og Spanien

| Portal | Portal:Botanik |